# Пухала, Добеслав
Добеслав Пухала (? — 1441) — польский рыцарь-гусит, основатель рода Пухала, проживавшего в Силезии в поместье в окрестностях Намыслува (с 1430 по 1445 год). Староста гневковский (с 1418) и быдгощский (1430—1441).

## Биография
Представитель дворянского рода из Великой Польши герба «Венява», из сел Дзядковице и Котвасице в окрестностях города Турек. В 1435 году он завещал своей жене Маргарите село Дзядковице. С юности Добеслав Пухала находился в Венгрии, при королевском дворе Сигизмунда Люксембургского. Вернулся в 1410 году в Польшу, получив известия о начале войны между Польским королевством и Тевтонским орденом. Участвовал в Грюнвальдской битве, после чего получил от короля Владислава Ягелло замок Свеце, а с сентября 1410 года управлял замком Радзынь-Хелминьски в хелминской земле. В октябре того же 1410 года Добеслав Пухала участвовал в битве с крестоносцами под Короновом, во время которой проявил мужество. В ноябре 1410 года победил под Голубом превосходящие силы Ливонского ордена. В конце 1410 года он руководил обороной Добжинской земли.
В 1414 году Добеслав Пухала принимал участие в очередной польско-тевтонской войне, отличился в стычке под Любичем на реке Дрвенца. В 1416—1417 годах он находился в Венгрии.
Король Польши Владислав Ягелло, возможно, еще до 1418 года поселил его в Куявии. После того как он стал старостой гневковским (около 1418 г.) вместе с Янушем Бжозогловым, старостой быдгощским, защищал Куявию от нападений тевтонских рыцарей.
В 1420 году Добеслав Пухала был завербован в Иновроцлаве с согласия польского короля князем щецинским для войны с бранденбургским маркграфом Фридрихом I. После смерти епископа Влоцлавека Яна Кропидло (? — 1421) он принял от имени короля замок в Рацёнжеке, который весной 1422 года вернулся епископу Влоцлавека. Затем он отправился к князю Сигизмунду Корибутовичу, наместнику великого князя литовского Витовта в Праге. Он получил город Уничев от него. Он укрепил его и сделал его важным стратегическим пунктом на пути между Польшей и Чехией. После заключения Кежмаркского договора между Владиславом Ягелло и Витовтом с императором Священной Римской империи и королем Венгрии Сигизмундом Люксембургским (март 1423 г.) он вернулся в Польшу.
В 1424—1428 годах принимал участие в походе князя Сигизмунда Корибутовича в Чехию. В 1428 году захватил городок Одри в Опавской Силезии, после чего должен был передать его Сигизмунду Люксембургскому, в соответствии с договором, который король Чехии заключил с королем Польши Владиславом Ягелло. Однако Добеслав Пухала не отдал этот город, в связи с чем, чтобы его к этому подтолкнуть, король Владислав Ягелло назначил его старостой быдгощским. Оставался, однако, в Силезии и вел военные действия, с ведома и согласия короля, действия против Сигизмунда Люксембургского. В 1430 году Добеслав вместе с Сигизмундом Корибутовичем и князем опольским Больком IV занял города Бытом и Гливице и помешал князю Олесницкому занять Ключборк.
Добеслав Пухала вернулся в Польшу в марте 1431 года. Сопровождал гуситов, которые прибыли в Краков на диспут с профессорами университета. В это время вместе с отрядом гуситов совершил рейд в Словакию, где 1 апреля 1431 года сжег город Левоча.
Летом 1431 года Добеслав Пухала прибыл в Быдгощ. В качестве местного старосты он неоднократно нарушил перемирие между Польшей и Тевтонским орденом, готовясь к борьбе с орденом. В 1433 году он посредничал в заключении договора между Польшей и чешскими таборитами для участия их в походе на владения, принадлежащие крестоносцам. В мае этого года был под Гожувом, где он потерпел поражение, а в июне проводил операции под Свеце с отрядом краковских рыцарей. Отсутствуют сообщения об его участии в походе объединенной польско-гуситской армии на Гданьск. Вероятно, остался в Куявии и в Быдгоще. 13 сентября 1433 года способствовал взятию тевтонского замка Новы-Ясинец подо Короновом. В 1434—1435 годах Тевтонский орден неоднократно жаловались на Добеслава Пухалу, даже в Рим, и требовал перемещения его в другое староство вглубь польской территории. Однако Добеслав Пухала занимал должность старосты быдгощского до своей смерти в 1441 году.
Добеслав Пухала, староста быдгощский, имел помощника в лице своего брата Завиши и писателя Матеуша из Опорува. Умер весной 1441 года.